# Gary Charles
Pour les articles homonymes, voir Charles.
Gary Charles, né le 13 avril 1970 à Newham, district de Londres (Angleterre), est un footballeur anglais, qui évoluait au poste d'arrière droit à Nottingham Forest et en équipe d'Angleterre.
Charles n'a marqué aucun but lors de ses deux sélections avec l'équipe d'Angleterre en 1991. 

## Carrière
- 1987-1989 : Nottingham Forest  Angleterre
- 1988-1989 : Leicester City  Angleterre
- 1989-1993 : Nottingham Forest  Angleterre
- 1993-1995 : Derby County  Angleterre
- 1995-1999 : Aston Villa  Angleterre
- 1998-1999 : Benfica  Portugal
- 1999-2000 : West Ham  Angleterre
- 1999-2000 : Birmingham City  Angleterre
- 2000-2002 : West Ham  Angleterre[1]

## Palmarès

### En équipe nationale
- 2 sélections et 0 but avec l'équipe d'Angleterre en 1991.

### Avec Nottingham Forest
- Vainqueur de la Full Members Cup en 1992.

### Avec Aston Villa
- Vainqueur de la Coupe de la Ligue anglaise de football en 1996.